# Rigsdag
Rigsdag – parlament w Danii w latach 1849–1953. Składał się z dwóch izb: Folketingu – izby niższej i Landstingu – izby wyższej.